# Blu (Irene Fornaciari)
Blu è un brano musicale interpretato da Irene Fornaciari, che lo ha presentato in gara al Festival di Sanremo 2016, classificandosi 16º. La canzone è stata pubblicata come singolo il 9 febbraio 2016.
Il brano, scritto da Irene Fornaciari, Diego Calvetti, Giuseppe Dati, Zucchero e Marco Fontana, è inserito nel quarto album in studio di Irene Fornaciari, dal titolo Questo tempo.

## Video
La regia del video musicale è di Luca Tartaglia.

## Tracce
- Download digitale

1. Blu – 3:29